# Пучиле
Пучиле су мјесна заједница и насељено мјесто у граду Бијељина, Република Српска, БиХ.

## Спорт
Пучиле су сједиште фудбалског клуба Горица.

## Култура
Насеље има свој Дома културе.

## Храм Светих праведних Јоакима и Ане
У селу стоји Храм Светих праведних Јоакима и Ане. Храм је изграђен од 1998 год. до 2001 год. Храм је освештао епископ зворничко-тузлански г. Василије 23. септембра 2001. године. Село је седиште Пучиљанске парохије.

## Привреда
Фабрика за рециклажу пластичног отпада „Екосистем“ је почела са радом 2007. Бави се откупом и рециклажом пластичне амбалаже од које производи пластичне фолије и гранулате, полуфабрикат за индустрију пластике.

## Становништво
| Националност       | 1991. | 1981. | 1971. | 1961. |
| Срби               | 728   | 655   | 741   | 800   |
| Југословени        | 15    | 89    | 19    | 1     |
| Муслимани          | 19    | 5     | 6     |       |
| Хрвати             | 4     |       | 2     |       |
| Македонци          |       | 1     |       |       |
| остали и непознато | 3     | 3     | 12    |       |
| Укупно             | 769   | 752   | 780   | 801   |

| Демографија | Демографија | Демографија |
| Година      | Становника  | Становника  |
| ----------- | ----------- | ----------- |
| 1948.       | 673         |             |
| 1953.       | 764         |             |
| 1961.       | 801         |             |
| 1971.       | 780         |             |
| 1981.       | 752         |             |
| 1991.       | 769         |             |

## Знамените личности
- Томислав Р. Перић (1941—2010), српски књижевник[3]